# Schizaphis mehijiwae
Schizaphis mehijiwae är en insektsart. Schizaphis mehijiwae ingår i släktet Schizaphis och familjen långrörsbladlöss. Inga underarter finns listade i Catalogue of Life.